# Cagoule Dräger
Pour les articles homonymes, voir Cagoule (homonymie).
 (février 2017).
Si vous disposez d'ouvrages ou d'articles de référence ou si vous connaissez des sites web de qualité traitant du thème abordé ici, merci de compléter l'article en donnant les références utiles à sa vérifiabilité et en les liant à la section « Notes et références ».
La cagoule de protection respiratoire avionée modèle Dräger (ou Oxycrew) a été mise en service pour la première fois en 1986.
Elle est conçue pour être utilisée par les membres d'équipage en cas de fumée, feu ou évacuation de l'avion.

## Description
Oxycrew est une cagoule autonome a circuit fermé comprenant :
- une cartouche à déclenchement manuel produisant chimiquement de l'O2 pendant plus de 20 minutes
- un masque intérieur couvrant la bouche et le nez
- une membrane phonique permettant les communications (interphone, P/A, mégaphone).
- une visière anti-buée.

La cagoule permet le port des lunettes.